# Franz Servais
 (novembre 2021).
La mise en forme du texte ne suit pas les recommandations de Wikipédia : il faut le « wikifier ».
Les points d'amélioration suivants sont les cas les plus fréquents. Le détail des points à revoir est peut-être précisé sur la page de discussion.
- Les titres sont pré-formatés par le logiciel. Ils ne sont ni en capitales, ni en gras.
- Le texte ne doit pas être écrit en capitales (les noms de famille non plus), ni en gras, ni en italique, ni en « petit »…
- Le gras n'est utilisé que pour surligner le titre de l'article dans l'introduction, une seule fois.
- L'italique est rarement utilisé : mots en langue étrangère, titres d'œuvres, noms de bateaux, etc.
- Les citations ne sont pas en italique mais en corps de texte normal. Elles sont entourées par des guillemets français : « et ».
- Les listes à puces sont à éviter, des paragraphes rédigés étant largement préférés. Les tableaux sont à réserver à la présentation de données structurées (résultats, etc.).
- Les appels de note de bas de page (petits chiffres en exposant, introduits par l'outil «  Source ») sont à placer entre la fin de phrase et le point final[comme ça].
- Les liens internes (vers d'autres articles de Wikipédia) sont à choisir avec parcimonie. Créez des liens vers des articles approfondissant le sujet. Les termes génériques sans rapport avec le sujet sont à éviter, ainsi que les répétitions de liens vers un même terme.
- Les liens externes sont à placer uniquement dans une section « Liens externes », à la fin de l'article. Ces liens sont à choisir avec parcimonie suivant les règles définies. Si un lien sert de source à l'article, son insertion dans le texte est à faire par les notes de bas de page.
- La présentation des références doit suivre les conventions bibliographiques. Il est recommandé d'utiliser les modèles {{Ouvrage}}, {{Chapitre}}, {{Article}}, {{Lien web}} et/ou {{Bibliographie}}. Le mode d'édition visuel peut mettre en forme automatiquement les références.
- Insérer une infobox (cadre d'informations à droite) n'est pas obligatoire pour parachever la mise en page.

Pour une aide détaillée, merci de consulter Aide:Wikification.
Si vous pensez que ces points ont été résolus, vous pouvez retirer ce bandeau et améliorer la mise en forme d'un autre article.
Pour les articles homonymes, voir Servais (homonymie).
Franz Servais (19 mars 1846 - 13 janvier 1901) est un compositeur et chef d’orchestre belge du XIXe siècle.
Il se fit connaître par quelques rares compositions d’une grande sensibilité ; il se révéla un habile chef d’orchestre et fonda à Bruxelles en 1887 une société de concerts qui ne connut que deux saisons consécutives et un essai de renouveau en 1894. À la tête de l’orchestre du théâtre de la Monnaie de Bruxelles de 1889 à 1891, il dirigea Le Vaisseau fantôme et Siegfried de Wagner. Son opéra L’Apollonide, qu’il mit vingt ans à composer sur un texte de Leconte de Lisle, fut monté au théâtre de Carlsruhe en 1899 dans une traduction allemande. L’œuvre ne connut qu’un succès d’estime, malgré les appréciations enthousiastes de nombreux critiques musicaux et le soutien sans réserve que Franz Liszt lui avait toujours porté au cours de son élaboration qu’il avait suivie pas à pas.
L’hypothèse que Franz Servais serait un enfant adoptif ou le fils illégitime que Franz Liszt aurait eu avec Carolyne de Sayn-Wittgenstein ou avec Sophie Servais a donné lieu à des rumeurs persistantes mais sans fondements.
Remarque relative à la datation : dans cet article, les événements survenus en Russie sont datés selon le calendrier grégorien, en usage dans les autres pays (France, Belgique, etc.) ; pour ce faire, on a ajouté douze jours aux dates des documents locaux exprimées selon le calendrier julien. Exemple : 7 mars julien (en Russie) = 19 mars grégorien (en France, en Belgique, etc.).

## Famille
- Ses parents, mariés religieusement à Saint-Pétersbourg en juin ou juillet 1842, et civilement à Hal le 5 août 1848 :
  - Son père : Adrien-François Servais (Hal, 6 juin 1807 - Hal, 26 novembre 1866), violoncelliste belge.
  - Sa mère : Sophie Feygin (Saint-Petersbourg, 13 janvier 1820[note 3], Ixelles, 14 avril 1893), fille de Léopold-Eléazar Issakovitch Feygin (1798-1859) et d’Henriette Markovna Feygina (1799-1860).
- et leurs six enfants :
  - Eugénie Léopoldine Sophie Servais, née à Huizingen le 13 juin 1843, morte à Saint Pétersbourg le 30 mars 1872 ; épouse de Cyprian Godebski (Méry-sur-Cher, 30 octobre 1835 - Paris, 25 novembre 1909), sculpteur franco-polonais. Sophie meurt prématurément en donnant naissance à leur troisième enfant, Misia (1872-1950), qui devint une pianiste, égérie de nombreux peintres impressionnistes et musiciens du début du XXe siècle.
  - Matthieu François, dit Franz, Servais, sujet du présent article ;
  - Joseph Servais, né à Hal le 28 novembre 1850, mort à Hal le 29 août 1885, violoncelliste ;
  - Marie Servais, née à Hal le 21 avril 1855, morte à Buizingen le 17 mai 1901;
  - Anna, née à Hal le 17 juillet 1856, morte à Hal le 23 août 1863 ;
  - Augusta, née à Hal le 26 novembre 1860, morte à Berlaer-lez-Lierre le 15 juillet 1925, mariée avec le ténor wagnérien Ernest Van Dyck le 31 juillet 1886.
- Sa compagne : Emma Mathieu-Langlois (morte en 1919).

## Biographie

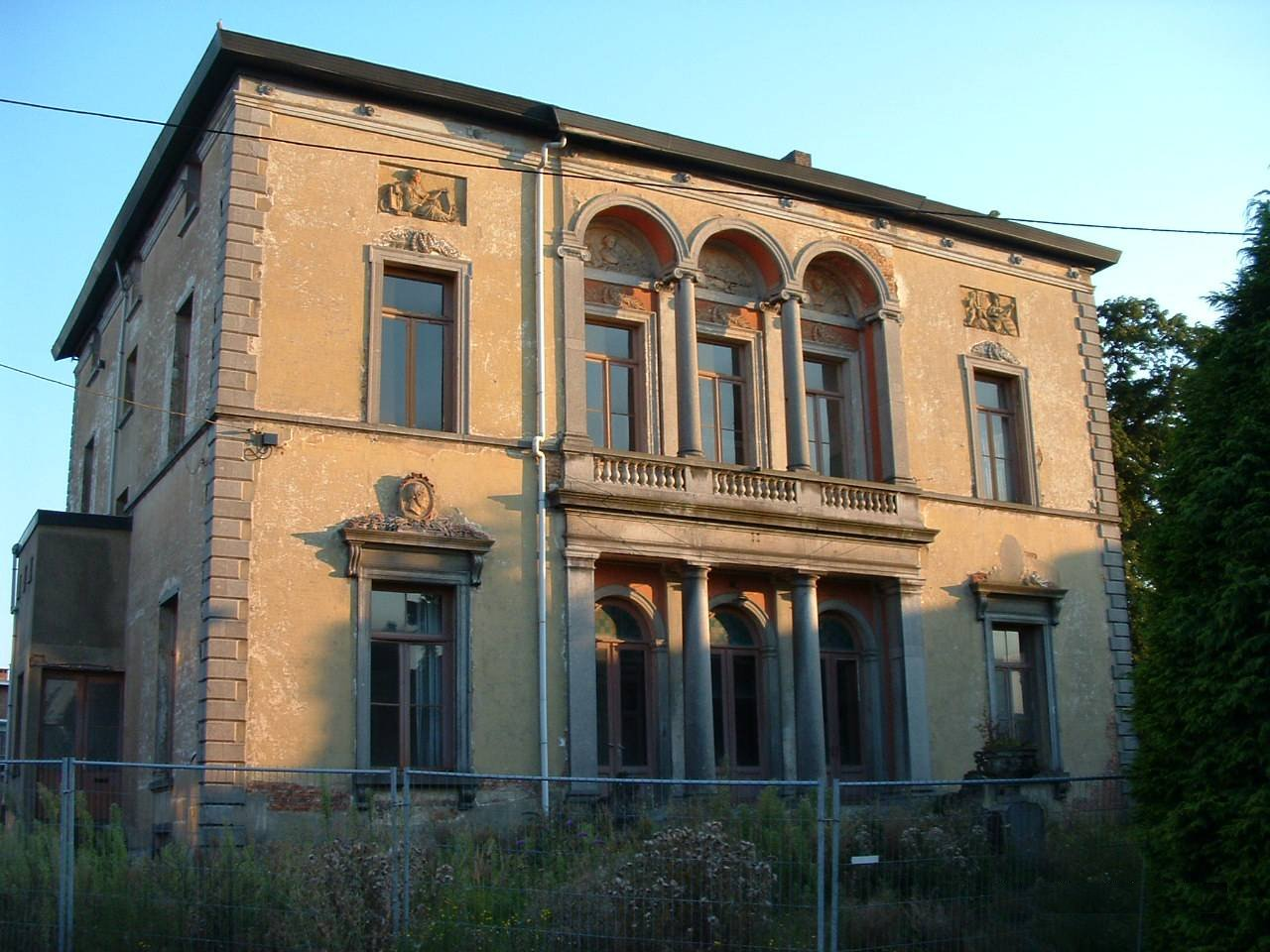
La villa Servais, à Hal J.-P. Cluysenaer

1846. Naissance de Matthieu François Servais le 19 mars à Saint-Pétersbourg. Il est baptisé le 16 avril.
1847. Pose de la première pierre de la villa Servais, à Hal, construite par l’architecte Jean-Pierre Cluysenaar et financée grâce à la fortune acquise par les concerts du père violoncelliste.
1848. Ses parents se marient civilement à Hal.
1854. Date probable de la première rencontre de Franz Liszt et de Franz Servais (âgé de huit ans).
1864. Une fois terminées ses études secondaires, il commence à étudier la musique : cours de piano, d’harmonie et de contrepoint avec Ferdinand Kufferath.
1866. Il dirige la chorale de l’église paroissiale de Hal. Le 26 août, pour le 600e anniversaire de la basilique Saint-Martin de Hal, il compose un Ave Maria. Son père meurt le 26 novembre.
1869. De février à avril, premier séjour de Franz Servais auprès de Franz Liszt, à Weimar. Pendant cette période, il l’accompagne à Vienne fin mars pour la création de La Légende de sainte Élizabeth. D’avril à septembre, à Munich, il étudie auprès d’Hans von Bülow, et écoute toutes les répétitions et représentations publiques de Tristan et Isolde, que ce dernier dirige fin juin. En août, il participe à la préparation de la première de L’Or du Rhin de Wagner. Avec le chef d’orchestre Hans Richter, il y rencontre le couple Mendès (Catulle Mendès et Judith Gautier) et Villiers de L’Isle-Adam, qui s’y trouvent pour la même raison. Tous les cinq font partie de la dizaine de personnes, notamment Franz Liszt et Édouard Schuré, qui, grâce à l’appui de Wagner en exil à Tribschen, peuvent assister à l’avant-dernière répétition, sans décor ni costumes. D’autres wagnériens français arrivent à Munich, notamment : Camille Saint-Saens, Pauline Viardot, Tourguéniev, Augusta Holmès, Eduard Lassen, Pasdeloup. Tous assistent à la générale le 25 août, jour anniversaire du roi Louis II. Cette fois-ci, la représentation comprend les décors et les costumes. C’est la catastrophe, car la mise en scène est ridicule ; Hans Richter le dit ; l’intendant du théâtre, Karl Perfall le destitue. Judith Gautier prévient Wagner qui se rend incognito à Munich (c’est à ce moment-là que Franz Servais fait sa connaissance). Aucun compromis n’est trouvé. La création n’a pas lieu à la date prévue : elle est reportée de trois semaines (elle aura lieu finalement le 22 septembre 1869). Le 3 ou le 4 septembre, Liszt donne à Munich une soirée, où se retrouvent de nombreux invités, dont probablement Franz Servais. Le 13 septembre, les cinq arrivent à Tribschen, où Wagner les a invités quelques jours. C’est au cours de ce séjour que s’élabore le projet de faire représenter Lohengrin, avec Hans Richter au pupitre, à Bruxelles, où Servais pourra obtenir les soutiens nécessaires. Peut-être sont-ils encore à Tribschen le samedi 18 septembre, lorsque Friedrich Nietzsche, alors professeur à Bâle, arrive pour y passer deux jours, selon une habitude prise depuis mi-mai. En septembre, Franz Servais retourne à Paris, chez les Mendès. Il y retrouve Hans Richter. Puis les Mendès sont invités chez Servais, à Hal. Début octobre, il est probable qu’ils rendent visite ensemble à Victor Hugo, de passage à Bruxelles. Franz Servais envoie en cadeau à Richard Wagner un autographe de Beethoven. En remerciement, Wagner lui fera parvenir un feuillet d’album du duo final de Siegfried, entre Siegfried et Brünnhilde. Franz Servais engage les démarches pour faire représenter Lohengrin au théâtre de la Monnaie de Bruxelles, conformément au projet élaboré chez Wagner. 
1870. Le mardi 22 mars, Lohengrin est représenté au théâtre royal de La Monnaie sous la direction de Hans Richter, dans la version française de Charles Nuitter, décors d’Édouard Desplechin. C’est ainsi la première mondiale en français. Judith Gautier et Catulle Mendès, qui sont venus, en font un compte rendu enthousiaste dans les journaux. Il y aura 22 représentations, jusqu’au 8 mai. Puis Franz Servais effectue un deuxième séjour à Weimar auprès de Liszt. En août et septembre, il l’accompagne à Sexard, en Hongrie. Début octobre, il retourne seul à Vienne. Puis, mi-novembre, il retrouve Liszt à Pest, où il poursuit ses études à ses côtés.
1871. Fin avril, le long séjour de Franz Servais auprès de Liszt prend fin. Il retourne à Hal avant la mi-juillet. Le 25 novembre, Olga Janina tente d’assassiner Franz Liszt à Pest, puis trouve refuge à Hal, chez Franz Servais pendant plusieurs mois.
1872. Olga Janina donne de nombreux concerts. La mère de Franz, qui veut l’éloigner de Franz, obtient son départ. Franz suit Olga : ils vont à Munich et en Italie. Fin mai, Franz se retrouve seul, à Paris. En juillet, commence son troisième séjour auprès de Franz Liszt, à Weimar, au moins jusqu’à mi-novembre.
1873. En juin, on retrouve sa trace : suivant un conseil de Liszt, il se présente au grand concours de composition musicale à Bruxelles, appelé (comme en France) « concours du Prix de Rome ». Le concours consiste à mettre en musique une pièce dramatique, La Mort du Tasse. Le 24 juillet, Franz Servais remporte le premier prix, devant quatre autres candidats. Grâce à ce prix, il va pouvoir vivre confortablement pendant quatre ans. En septembre, il dirige la cantate. Le 16 octobre, Franz Servais retrouve Liszt à Rome pour un quatrième séjour auprès de lui, jusqu’à la fin de l’année.
1874. Il est de retour à Hal. En mars, il refuse une exécution de son Tasse, sous prétexte qu’on ne l’a pas autorisé à diriger lui-même. Il rejette deux collaborations proposées par des librettistes français.
1875. Il envisage une collaboration avec Armand Silvestre pour un opéra, Mérovée ou Fingal.
1876. En août, il assiste au premier festival de Bayreuth. « Liszt, en lisant Euripide, lui indiqua la fable d’Iôn, fils d’Apollon. Franz comprit aussitôt tout le parti qu’il pouvait tirer de ce beau thème. » Puis Servais va passer quatre mois en Italie.
1877. Ami de Judith Gautier, de Catulle Mendès et de Villiers de L’Isle-Adam, il entre en contact avec Leconte de Lisle. Les deux hommes décident de travailler ensemble sur Iôn. Durant l’été, le poète commence à écrire. Servais commence la composition le 24 septembre.
1878. Pendant les neuf jours où Liszt est présent à Paris comme président d’un jury à l’exposition universelle, du 9 au 18 juin, Franz Servais lui rend visite plusieurs fois. Puis il retourne à Hal. Apparition du titre, choisi par Servais, avec l’accord de Leconte de Lisle : ce sera L’Apollonide, au lieu d’Iôn. Dans les années qui suivent, Servais demandera de nombreux remaniements à Leconte de Lisle.
1880. En juillet, cinquième séjour de Franz Servais auprès de Liszt, à Weimar. Il lui joue L’Apollonide. Liszt en parle au Grand-Duc de Weimar, qui se déclare très désireux de rencontrer le compositeur et d’entendre quelques fragments de l’œuvre. Le rendez-vous est pris par Liszt pour le soir même. Franz Servais s’exécute et présente son œuvre, en partageant le temps entre des explications, des vers déclamés et de la musique. Le Grand-Duc souhaitant entendre la suite de l’œuvre, une deuxième soirée se tient chez Liszt le 10 juillet, au cours de laquelle est incluse, sur demande de la comtesse von Meyendorff, la lecture de passages de la correspondance de Servais avec Leconte de Lisle.
1881. De fin juin à mi-octobre, il s’isole volontairement à Latresne, près de Bordeaux, où une amie de sa mère, mère supérieure d’un couvent, lui offre l’hospitalité. Il avance la composition de L’Apollonide. Mi-octobre, il rentre à Paris pour discuter avec Leconte de Lisle des scènes écrites. Fin novembre, il retourne à Hal.
1882. À Pâques, il retourne à Latresne, en passant par Paris.
1883. Le 13 février, Richard Wagner meurt à Venise. En juin, Franz Servais fait entendre, en séance privée, son opéra à Auguste-Emmanuel Vaucorbeil, directeur de l’opéra de Paris. En juillet, il se rend au festival de Bayreuth.
1884. De mars à juin, il est en Belgique. En juin, il s’est certainement rendu à Weimar auprès de Franz Liszt.
1885. Un festival est organisé en l’honneur de Franz Liszt dans le cadre de l’exposition universelle d’Anvers. Liszt est présent du 4 au 10 juin. Le 7 juin, Franz Servais dirige un grand concert d’hommage dans la salle des fêtes de l’exposition universelle. Il reçoit ensuite Liszt chez lui, à Hal. Le 28 août, son frère Joseph meurt, foudroyé par une rupture d’anévrisme.
1886. Franz Servais est certainement auprès de Liszt : le 17 mars, au festival Liszt de Liège ; entre le 18 et le 19, à Anvers, où Liszt se repose ; le 20, à Bruxelles ; du 20 mars au 3 avril, à Paris ; du 20 au 27 avril, à Anvers ; le 27 avril, à Bruxelles ; entre le 28 avril et le 15 mai, à Paris. À Paris, le 28 mars, lors du troisième concert de la saison des concerts populaires de Bruxelles, deux pièces inédites de Franz Servais sont jouées, sans la présence de Liszt : l’introduction au troisième acte de L’Apollonide (élégie funèbre et triomphale) et Scène d’amour, d’après le poème Le Jet d’Eau de Baudelaire. Le 31 juillet, Franz Liszt meurt à Bayreuth. Le 30 novembre, premier concert consacré à des œuvres de Franz Servais, au Cercle littéraire et artistique de Bruxelles.
1887. En avril, il refuse le poste de chef d’orchestre à Liège. En octobre, grâce au patronage de souscripteurs, il fonde une société de concerts symphoniques. Il donne son premier concert à l’Eden-Théâtre.
1888. Le 8 avril, la première saison se termine par le huitième concert, avec un bilan financier négatif. En juin, Leconte de Lisle, agacé par les nombreux atermoiements de Servais, publie la version littéraire de L’Apollonide, chez Alphonse Lemerre. Franz Servais cesse de travailler à la partition pendant six ans. Au théâtre de l’Alhambra, la deuxième saison commence en décembre, pour six concerts seulement.
1889. La deuxième saison s’achève en avril. Mais l’expérience n’est pas poursuivie. Franz Servais accepte la place de chef d’orchestre au théâtre royal de la Monnaie. Pendant les deux saisons 1889/1890 et 1890/1891, il dirigera des œuvres wagnériennes, en même temps qu’Édouard Baerwolf dirigera des œuvres françaises. Emma Mathieu-Langlois devient sa compagne, et le restera.
1891. Le 12 janvier, Franz Servais dirige Siegfried, création mondiale en français de l’opéra de Wagner. Il recommence à travailler à L’Apollonide, après six ans d’arrêt complet.
1893. Le 14 avril, sa mère meurt, ce qui le laisse désespéré. Il se brouille avec ses beaux-frères Ernest Van Dyck et Raymond de Coster au sujet de l’héritage.
1894. Il relance l’idée d’une société de concerts, avec la création de la Société des Nouveaux Concerts à l’Alhambra. De nombreux chefs étrangers sont invités : Felix Mottl, Willem Kes, Charles Bordes, Siegfried Wagner, Vincent d’Indy. Mais la société ne dure qu’une saison. Leconte de Lisle meurt le 18 juillet.
1895. En février, il se porte candidat au poste de chef d’orchestre du Scottish Orchestra de Glasgow, mais n’est pas retenu. Avec sa compagne Emma Mathieu-Langlois, il s’installe à Asnières dans un modeste pavillon, 5 villa des Couronnes.
1899. L’Apollonide est représentée deux fois (29 janvier et 8 février) au théâtre grand-ducal de Carlsruhe, sous la direction de Felix Mottl, dans une traduction allemande de Mlle Brunnemann. C’est un succès d’estime. La première donne lieu à des critiques enthousiastes. Notamment, le premier chef d’orchestre du théâtre de la Monnaie, Philippe Flon, décide de la monter à Bruxelles.  En voulant imposer sa compagne Emma Mathieu-Langlois dans le rôle principal de Kréousa, Franz Servais provoque l’échec du projet.
1901. Il meurt le 13 janvier, à l’âge de 54 ans. Le service funèbre et l’inhumation ont lieu à Courbevoie ; Franz Servais partage le même caveau que Marguerite Langlois, fille de sa compagne qui s’y trouve déjà depuis octobre 1898. Il sera rejoint dans la tombe par sa compagne en août 1919. Le 22 janvier, se tient à Hal un service solennel en l’église des Frères Mineurs Conventuels à la mémoire de « Franz Mathieu Servais, compositeur ».

## Œuvres

### L’Apollonide
L’Apollonide est l’œuvre principale de Franz Servais. C’est son unique opéra, composé sur un texte de Leconte de Lisle. Il n’a jamais été représenté dans sa version originale. Suivant l’exemple de Richard Wagner, Franz Servais utilise, pour désigner son œuvre, le terme de « drame musical » plutôt que celui d’« opéra ». Plus précisément, dans les deux versions éditées, les pages de titre varient légèrement : « drame (lyrique ou musical) en trois (parties ou actes) et cinq tableaux. »
- Texte. Il existe quatre versions du texte. Toutes les quatre sont présentées en vis-à-vis dans le livre de Malou Haine, L’Apollonide…, 2004, p. 192-281.
  - Version publiée par Leconte de Lisle : L’Apollonide, drame lyrique en trois parties et cinq tableaux. Musique de Franz Servais, Lemerre, 1888. Le texte est incorporé dans le recueil posthume Derniers Poèmes, 1895.
  - Version utilisée par Franz Servais pour sa partition.
  - Deux versions manuscrites, de la main de Leconte de Lisle.
- Partition
  - Pour voix et piano : L’Apollonide (Iôn), drame musical en 3 actes et 5 tableaux d’après Leconte de Lisle, musique de Franz Servais, Paris, Choudens, 1899.
  - Pour voix et orchestre : partition non publiée.
- Représentations :
  - la version théâtrale est donnée à l’Odéon en 1896 ;
  - le drame musical (opéra) est créé à Carlsruhe en 1899 dans une version traduite en allemand.
  - une représentation en version de concert est donnée en mai 1931 au Concert Populaire (Belgique), sous la direction de Désiré Demest.
  - un concert[5] avec des extraits significatifs du drame musical, en version de concert, pour chant et piano, est donné le 31 mars 2016 à la Salle des conférences du Lycée Saint-Sernin de Toulouse. Organisé par le laboratoire de recherche « Patrimoine, Littérature, Histoire » de l’Université Toulouse-Jean-Jaurès, le concert est introduit par un exposé, « L’Apollonide de Franz Servais, l’Iôn d’Euripide et Delphes », de Jean-Marc Luce, professeur d’histoire de l’art et archéologie du monde grec. Les interprètes, placés sous la direction musicale de Jean-Walter Audoli, sont : Claire-Élie Tenet, soprano (Kréousa), Sébastien Obrecht, ténor (Iôn), Jacqueline Mayeur, alto (la Pythonisse), Marc Souchet, baryton (Xouthos, le Vieillard), Éléonore Sandron (piano), Véronique Audoli (récitante et mise en situation du public).
- Études
  - Malou Haine, L’Apollonide de Leconte de Lisle et Franz Servais, Mardaga, 2004,  (ISBN 2-87009-813-8).
  - Jean-Marc Luce, « L’Ion d’Euripide et L’Apollonide de Franz Servais », in Delphes et la littérature d’Homère à nos jours, Classiques Garnier, 2018, p. 431-444.

### Poésie mise en musique
- Ave Maria, 1866
- Scènes lyriques, orchestré, sur des poèmes de Charles Baudelaire, 1872
- Recueillement, Scène d’amour, Jet d’eau, La Mort des Amants, 1872
- L’Âme en Fleur, six chants d’après Victor Hugo, 1873. Le titre sera modifié en Contemplations en 1877
- Adieu, poème d’Alfred de Vigny, 1876
- La Mort du Tasse, cantate, paroles françaises de Jules Guillaume, d’après le poème Torquato Tasso’s Dood de Jan van Droogenbroeck. Deux versions : avec orchestre, 1874 ; avec piano, 1875.
- Deux Chants lyriques : Nocturne et Printemps, complainte, poèmes d’Armand Silvestre, 1878
- Deux chansons de Mignonne, Mignonne et Éternelles amours, poèmes d’Armand Silvestre, 1878
- Pâle Étoile du Soir, chant ossianique, pour chœur de voix de femmes, poème d’Alfred de Musset (Chant d’Ossian)
- Ophélia, ballade, poème de Georges Khnopff
- L’Oiseau chanteur, mélodie, poème de Georges Khnopff
- La Chanson d’Esmeralda (style tzigane), sur un poème de Victor Hugo ; partition pour chant et piano, Henri Gregh, 1910 sur Gallica.

## Distinction
- Chevalier de l'ordre de Léopold (8 mai 1896)[6].